# Colpochila fortis
Colpochila fortis är en skalbaggsart som beskrevs av Blackburn 1890. Colpochila fortis ingår i släktet Colpochila och familjen Melolonthidae. Inga underarter finns listade i Catalogue of Life.